# Lac de Levico
Le lac de Levico, est un lac alpin située dans la province autonome de Trente dans la région du Trentin-Haut-Adige dans le nord-est de l'Italie. C’est le « petit frère » du lac de Caldonazzo.

## Géographie
Situé à côte du lac de Caldonazzo, séparé par la route nationale SS47, à 449 mètres d’altitude, il mesure à peine 2 km de long. Il reçoit des eaux de résurgence et donne naissance au fleuve Brenta.

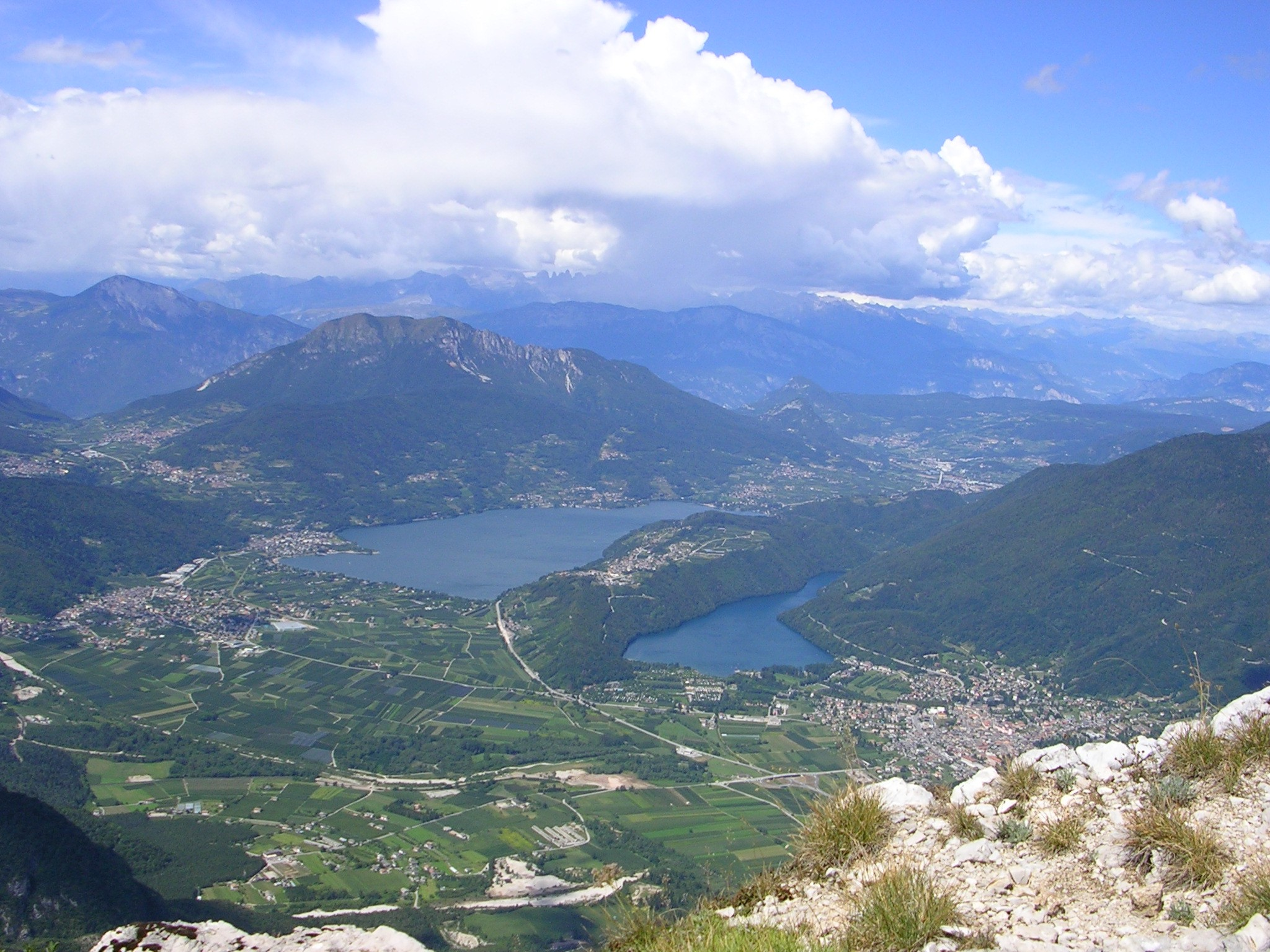
Vue aérienne : à gauche : lac de Caldonazzo, à droite : lac de Levico.

## Nature et tourisme
Le lac comporte de nombreuses plages libres, d’établissements balnéaires, surtout très fréquentés à la période estivale (baignade, pratique du canoë, barque à rames, voile, windsurf, etc.) En automne, le lac est plus adapte à la pêche (brochet, truite, perche, etc.)
La navigation à moteur n’est autorisée qu’avec des embarcations ne dépassant pas 4 ch, et absolument interdite du 1er mai au 30 septembre.

## Communes limitrophes
Pergine Valsugana, Levico Terme, Tenna, Bosentino, Calceranica al Lago, Centa San Nicolò, Lavarone, Luserna, Folgaria